# Blanca Ibarlucía
Blanca Ibarlucía (Buenos Aires, 13 de noviembre de 1922-Ibidem, 13 de diciembre de 2015) fue una  feminista y militante por los derechos humanos argentina. Fue nombrada Personalidad Destacada de la Ciudad Autónoma de Buenos Aires en el ámbito de los derechos humanos en 2012.

## Biografía
Nació en el barrio porteño de Almagro. Su padre tenía vínculos con el socialismo, pero su visión sobre el rol de la mujer era tradicional y le impidió a Blanca estudiar la carrera de Medicina. Blanca entonces se casó y tuvo hijos. Con el ascenso del peronismo al poder e inspirada por la figura de Eva Perón, en la década del cuarenta decidió separarse de quien era en ese entonces su marido. Esto ocasionó que su familia decidiera no mantener vínculos con ella. Crio sola a sus hijos, y fue Eva Perón quien le ofreció un trabajo para que pudiera mantenerlos.
Debido a su militancia política, debió exiliarse en Perú al comienzo de la dictadura militar argentina.
Regresó al país una vez finalizada la dictadura. A su regreso, le ofrecieron ocupar el Consejo Nacional de la Mujer. También trabajó con la Secretaría de Derechos Humanos Bonaerense, la Comisión Nacional para la Erradicación del Trabajo Infantil, la Dirección de la Niñez y Adolescencia porteña y la Comisión Tripartita de Igualdad de Oportunidades de la cartera laboral.
Falleció el 13 de diciembre de 2015.

## Obras
- Cuerpo y subjetividad: un tema para la reflexión, en: Incorporación del Enfoque de Género en los Proyectos de Desarrollo Rural Sostenible.[7]